# Gemelliporidra typica
Gemelliporidra typica is een mosdiertjessoort uit de familie van de Schizoporellidae. De wetenschappelijke naam van de soort werd in 1927 voor het eerst geldig gepubliceerd door Ferdinand Canu en Ray Smith Bassler.